# 秋田県道270号浅舞醍醐線
秋田県道270号浅舞醍醐線（あきたけんどう270ごう あさまいだいごせん）は、秋田県横手市を通る一般県道である。

## 概要
横手市平鹿町浅舞の県道117号交点から東のJR醍醐駅へほぼ直線で結び、終点で国道13号に接続する。

### 路線データ
- 総延長 : 4.162 km[2]
- 実延長 : 4.162 km[2]
- 起点 : 秋田県横手市平鹿町浅舞字蒋沼316番1地先（秋田県道117号野崎十文字線交点）[3]北緯39度15分42.8秒 東経140度29分26.3秒
- 終点 : 秋田県横手市平鹿町醍醐字四ツ屋14番（大橋交差点、国道13号交点）[3]北緯39度15分4秒 東経140度32分11.67秒
- 未供用区間 : なし[2]

## 歴史
- 1974年（昭和49年）3月19日 - 秋田県道に認定される[3]。
- 2012年（平成24年）10月12日 - 横手市平鹿町浅舞字浅舞405番地先から字蒋沼313番1地先の認定を解除し、横手市平鹿町浅舞字蒋沼316番1地先から313番1地先までを認定すると同時に起点を横手市平鹿町浅舞字蒋沼316番1地先に変更する[4]。

### 路線細部の変更
以下、秋田県公報による路線状況細部の変更。
- 2004年（平成16年）1月16日 - 道路の供用開始（平鹿郡平鹿町醍醐字醍醐北189番から字上醍醐5番1地先）[5]

## 路線状況

### 冬期閉鎖区間
- なし[6]

### 交通不能区間
- なし[7]

## 地理

### 交差する道路
| 施設名     | 接続路線名                | 備考 | 所在地                   |
| ---------- | ------------------------- | ---- | ------------------------ |
|            | 秋田県道117号野崎十文字線 | 起点 | 横手市平鹿町浅舞字蒋沼   |
| 大橋交差点 | 国道13号                  | 終点 | 横手市平鹿町醍醐字四ツ屋 |

### 沿線の施設
- 横手市役所平鹿地域局
- 浅舞公園
- 十五野公園
  - 横手市平鹿野球場（十五野公園野球場）
- 横手市立平鹿中学校
- 横手市立醍醐小学校
- 東日本旅客鉄道（JR東日本）奥羽本線 醍醐駅